# Wawrzyniec Dunin
Wawrzyniec Dunin (1746-1824) – Jezuita urodzony w Wielkopolsce. Wydał drukiem "Kazania na niedziele całego roku", "Kazania wiejskie" itp.